# Eleagnàcies
Eleagnàcia o eleagnàcies (Elaeagnaceae) és una família de plantes amb flors de l'ordre Rosales.

## Característiques
Aquesta família comprèn petits arbres i arbusts nadius de les regions de clima temperat de l'hemisferi nord, Àsia del sud-est i Austràlia. Aquesta família està classificada en tres gèneres amb unes 45 – 50 espècies. La majoria d'espècies es troben en hàbitats secs (xeròfils) i algunes en hàbitats salins.

## Gèneres i espècies
- Elaeagnus
  - Elaeagnus angustifolia - Arbre del paradís
  - Elaeagnus bockii
  - Elaeagnus formosana
  - Elaeagnus glabra
  - Elaeagnus moorcroftii
  - Elaeagnus multiflora
  - Elaeagnus oldhamii
  - Elaeagnus pungens
  - Elaeagnus umbellata
  - Elaeagnus sp. Chase 2414
  - Elaeagnus sp. MVSP-2007
  - Elaeagnus sp. Nickrent 2898
- Hippophae
  - Hippophae goniocarpa
  - Hippophae gyantsensis
  - Hippophae litangensis
  - Hippophae neurocarpa
  - Hippophae rhamnoides - Arç groc
  - Hippophae salicifolia
  - Hippophae tibetana
- Shepherdia
  - Shepherdia argentea
  - Shepherdia canadensis
  - Shepherdia sp. IND